# Fotomontaje

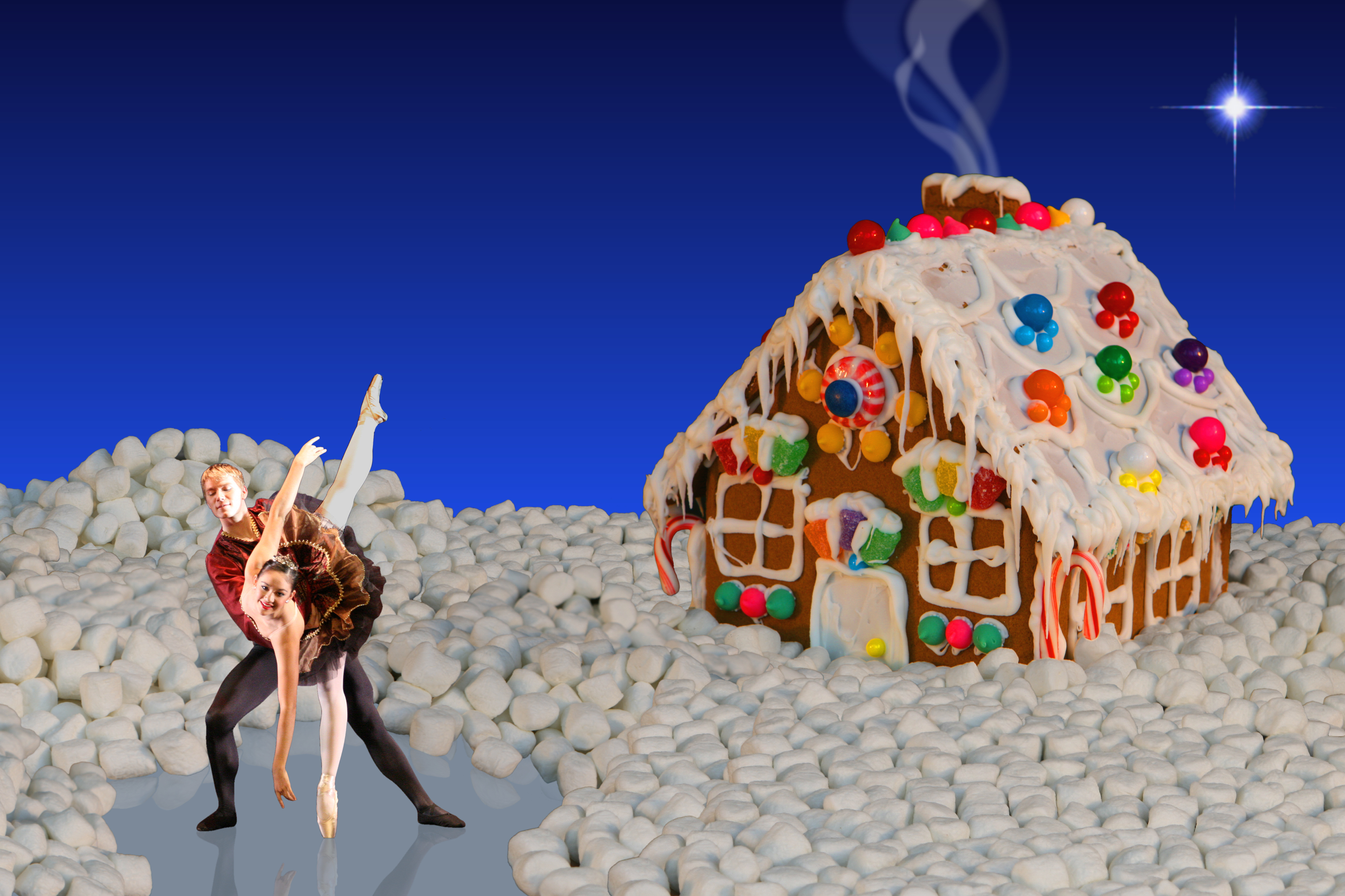
Los fotomontajes suelen servir para obtener imágenes que no se podrían capturar con una foto natural.

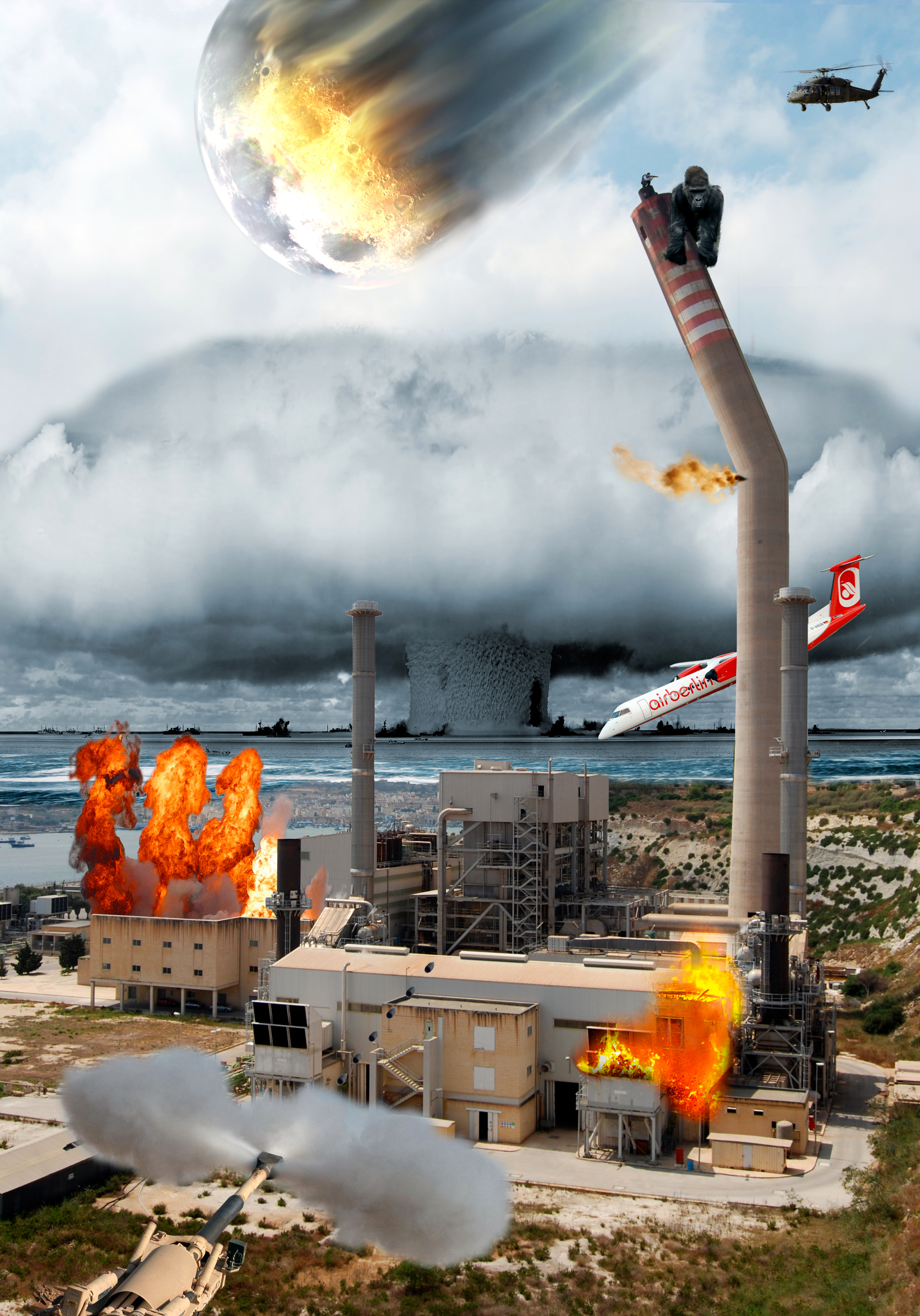
Ejemplo de una fotografía ampliamente manipulada

El fotomontaje (también llamado montaje fotográfico o simplemente montaje) es un procedimiento o método y también una técnica de fotografía. El término se aplica al proceso y al resultado de crear una ilustración compuesta de otras, una especie de collage.[cita requerida] Esta composición puede realizarse mediante recortes de otras ilustraciones juntando un cierto número de ellas. En algunas ocasiones el compuesto de ilustraciones es fotografiado hasta que la imagen final es una simple fotografía. El fotógrafo inglés Henry Peach Robinson (1830–1901) es considerado el primero en haber realizado la técnica del fotomontaje, poco después de haber comenzado su carrera, en 1857.[cita requerida]

## Historia
Muchos de los ejemplos contemporáneos de arte en el área del fotomontaje consiste en elementos fotografiados superpuestos en acuarelas, como combinación elaborada como por ejemplo George Grosz que trabajó sobre 1915 en parte del movimiento Dada en Berlín, que surge como una especie de visueller Anarchie (anarquía visual) realizando montaje como una forma de arte moderno. Los otros exponentes modernos del fotomontaje son John Heartfield, Hannah Höch, Kurt Schwitters, Raoul Hausmann y Johannes Baader. Las actividades Dada incluían fotografías en sitios públicos, manifestaciones y publicaciones de arte. Mediante este arte se hacía una crítica apasionada del arte, de la cultura, etc. Las fotos se combinaban para crear un nuevo sujeto con más fortaleza visual, esta herramienta proporcionó a los dadaístas una forma de protesta contra la Primera Guerra Mundial y contra los intereses burgueses. 
En simultaneidad con los alemanes, los artistas rusos tenían el constructivismo y sus máximos exponentes eran El Lissitzky y el equipo de esposos Gustav Klutsis y Valentina Kuláguina que crearon el primer fotomontaje para el gobierno de la Unión Soviética. Otros artistas tuvieron influencias de este movimiento de fotomontaje, como Aleksandr Ródchenko, Salvador Dalí, John McHale, David Hockney y Thomas Ruff. Otros métodos de combinar pinturas denominada también fotomontaje, tales como la combinación de imágenes, periódicos, revistas, etc (por ejemplo O. G. Rejlander, 1857), proyección y técnicas de montaje 
por computadora. Romare Bearden (1912-1988) hace proyecciones en blanco y negro, su método comienza con composiciones en papel, pintura y fotografías puestos en mesas de 8 12x11 pulgadas. Berden fija las imágenes con una emulsión que aplica con un rodillo y posteriormente hace más grande las imágenes con fotografía.
Crear un fotomontaje hoy en día es una tarea muy fácil con el advenimiento de los ordenadores, ya que existen programas de software que facilitan esta tarea, algunos de ellos son: Adobe Photoshop, Pixel image editor y GIMP. Estos programas hacen los cambios digitalmente, permitiendo un flujo de trabajo rápido y unos resultados más precisos. Algunos artistas contemporáneos lo utilizan, por ejemplo el fotógrafo de paisajes Edward Hill que emplea este software para crear fotomontajes circulares de cinco días, presentando al espectador de su obra una especie de escaparate multi-direccional de sus paisajes.

## Artistas

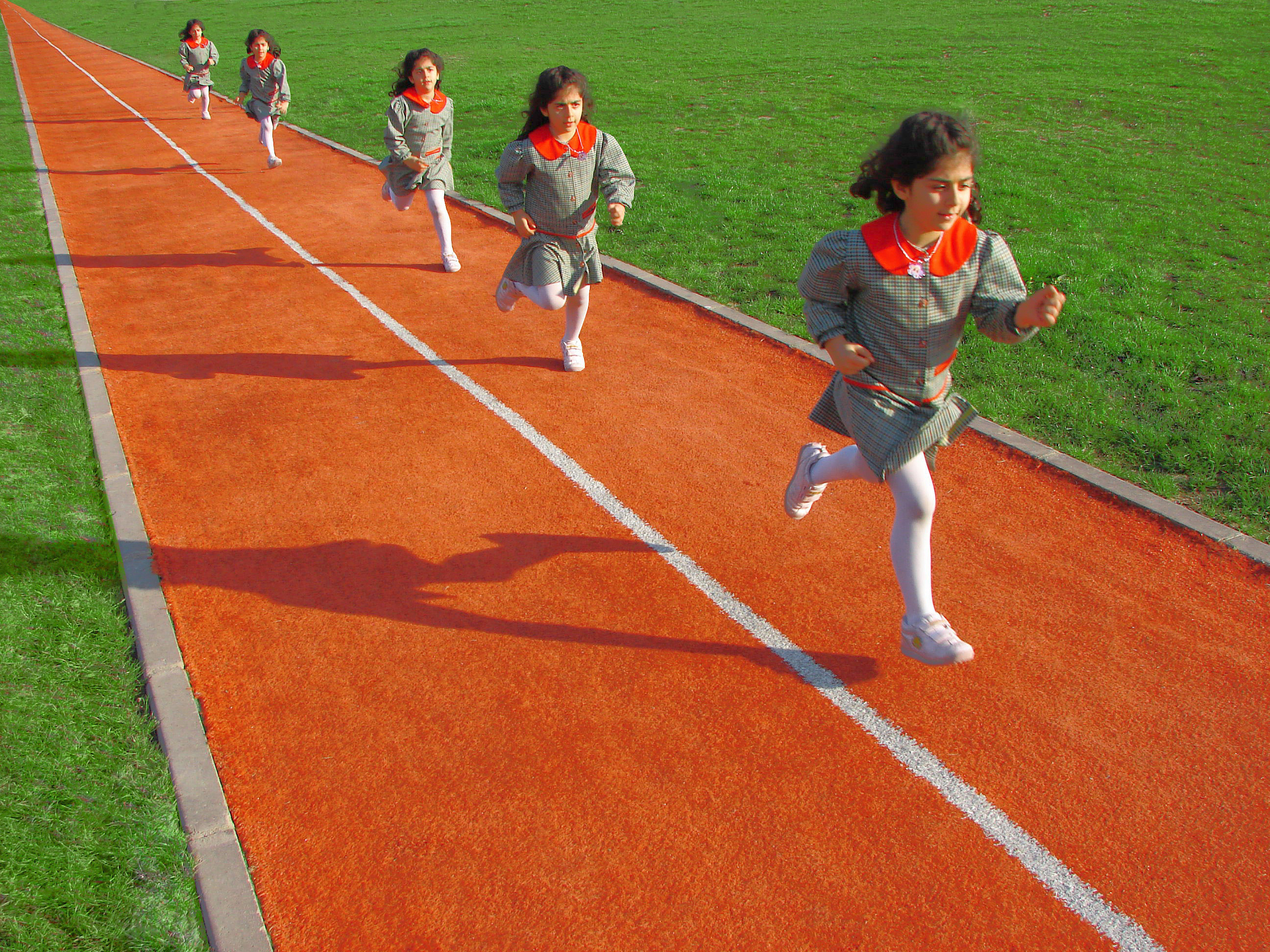
Carrera en perspectiva.

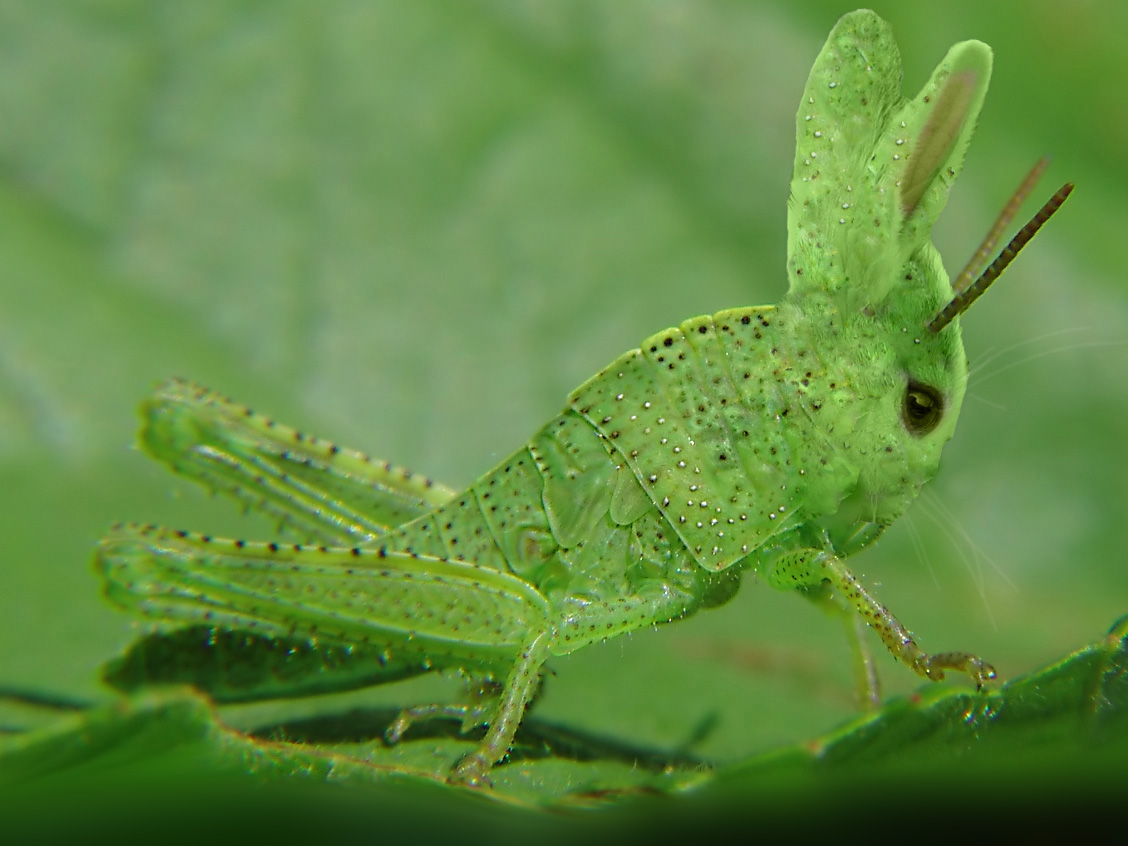
Conejo mutante.

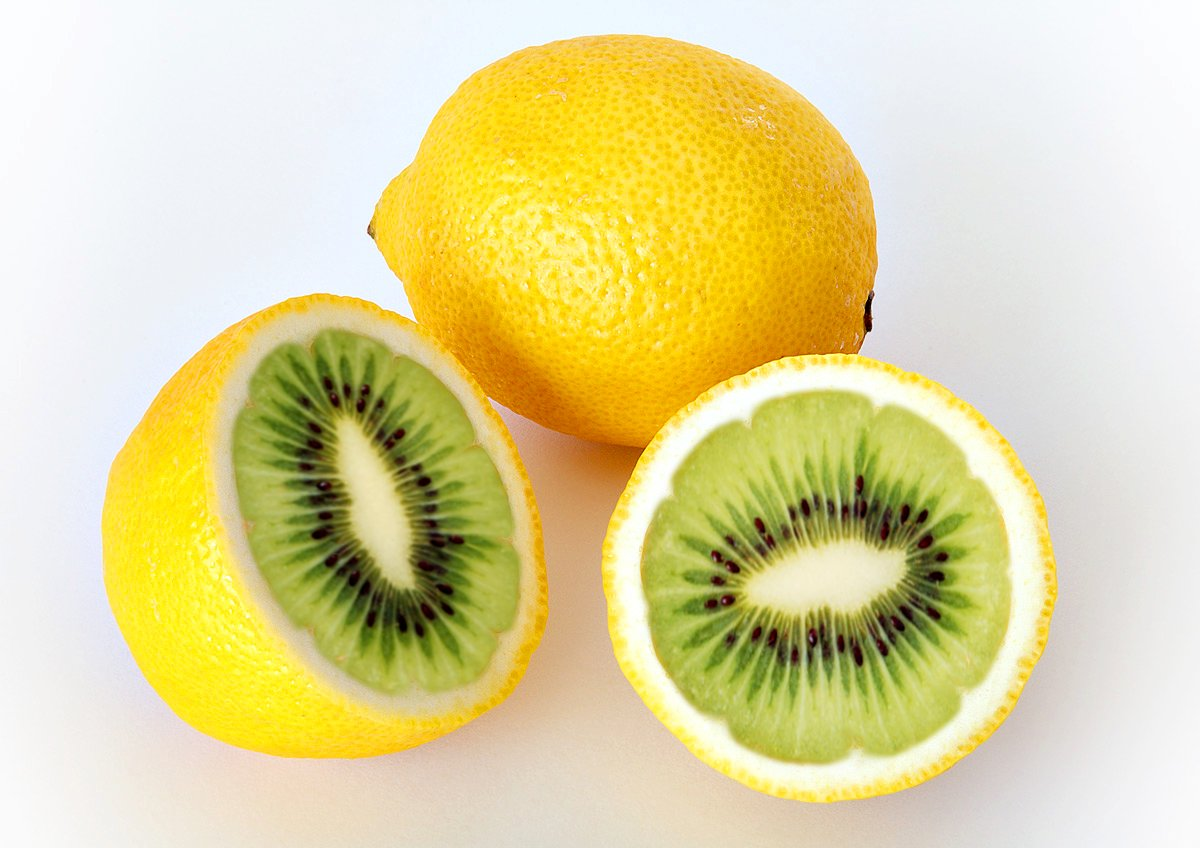

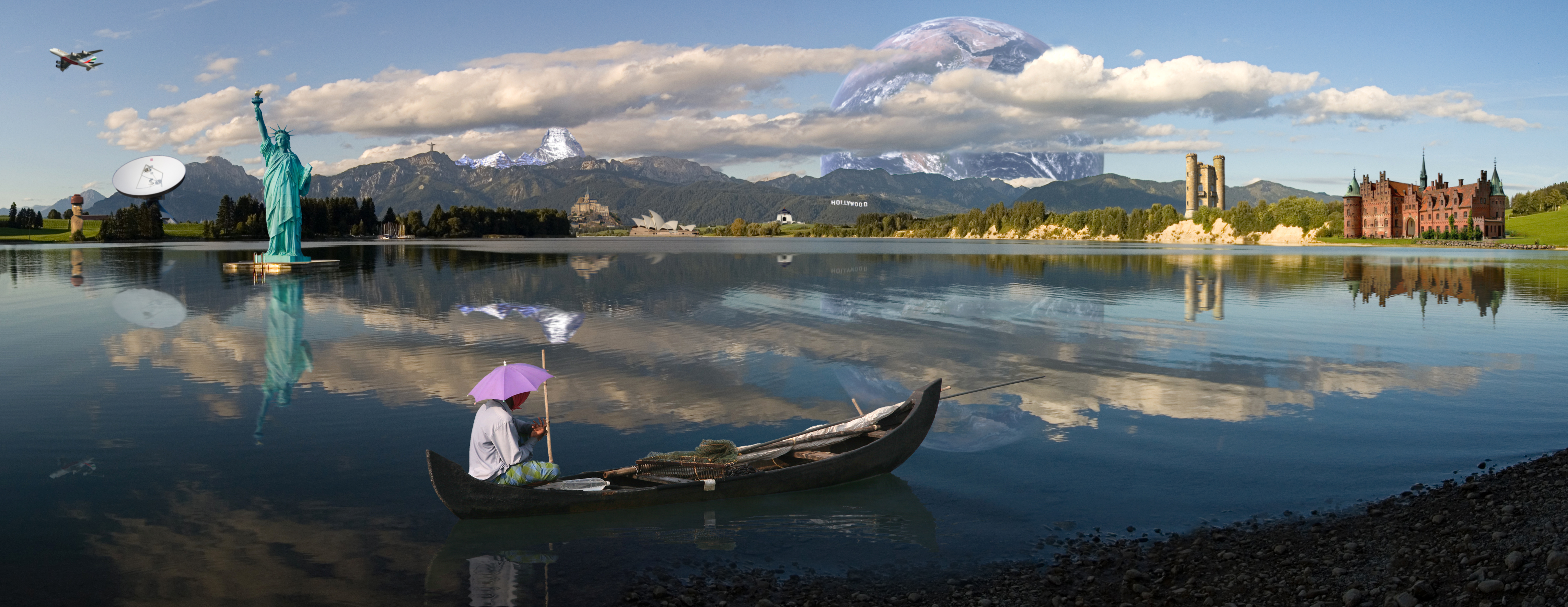

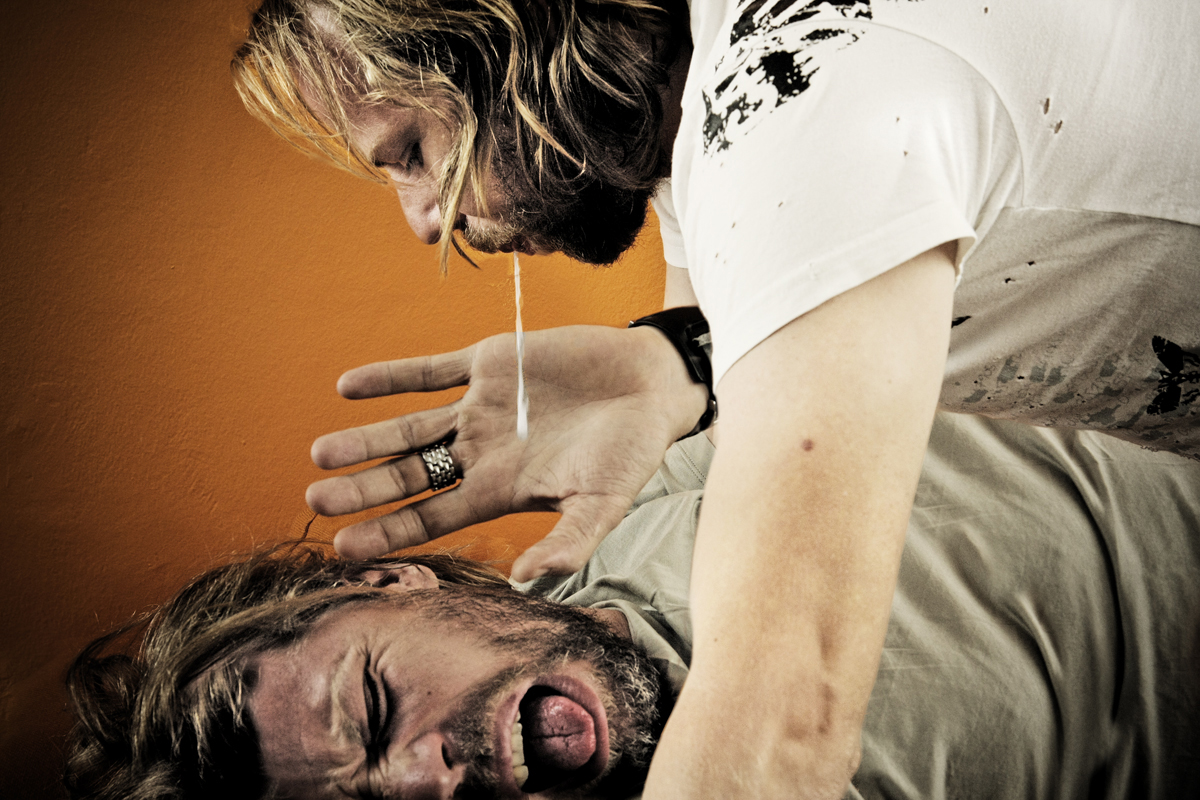

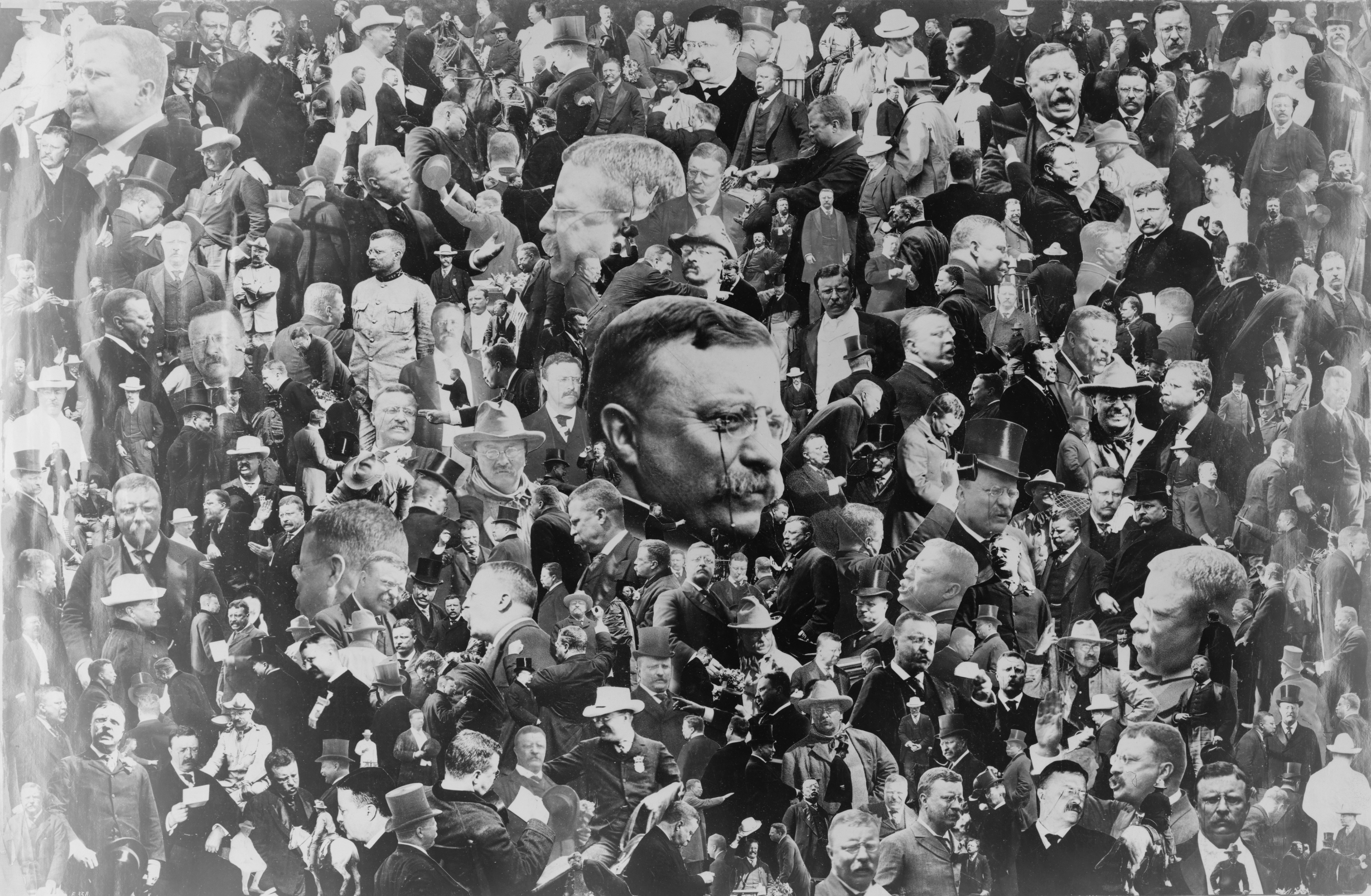
Roosvelt, 1908.

Algunos artistas que han empleado el fotomontaje son:
- Johannes Baader
- Pere Català Pic
- Salvador Dalí
- Manel Esclusa
- Saturnino Espín
- Joan Fontcuberta
- George Grosz
- Heinz Hajek-Halke
- Richard Hamilton
- Raoul Hausmann
- John Heartfield
- Carmelo Hernando
- Hannah Höch
- David Hockney
- Gustav Klutsis
- Nicolás de Lekuona
- El Lissitzky
- Josep Masana
- László Moholy-Nagy
- Robert Rauschenberg
- Man Ray
- Oscar Gustav Rejlander
- Josep Renau
- Henry Peach Robinson
- Aleksandr Ródchenko
- Kurt Schwitters
- Jan Tschichold
- Jerry Uelsmann
- Grete Stern

## Referencias

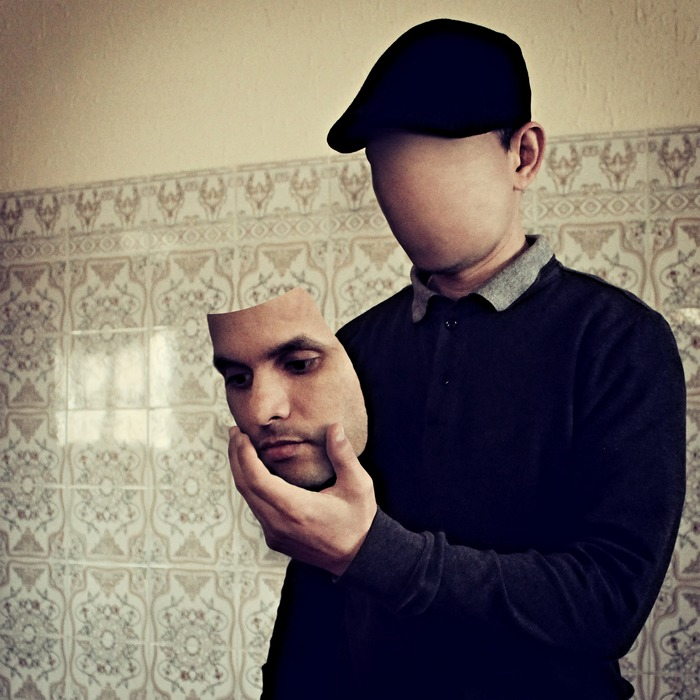